# August Flammer
August Flammer (* 4. März 1938 in Bronschhofen) ist ein Schweizer Psychologe.

## Leben
Er bildete sich in Paris und St. Gallen zum Sekundarlehrer aus und wirkte als solcher in Weesen SG. 
Später studierte er an den Universitäten Zürich und Freiburg/Schweiz Psychologie, Statistik, Philosophie und Heilpädagogik (Diplom 1966 in Angewandter Psychologie und Doktorat 1970 in Psychologie). Nach einem Forschungsaufenthalt in Stanford und Madison/Wisconsin erfolgte 1974 die Habilitation in Allgemeiner und Pädagogischer Psychologie an der Universität Freiburg (Schweiz). Dort wirkte er von 1975 bis 1983 als ordentlicher Professor für Psychologie. 
Von 1983 bis 2003 war er Ordinarius für Kinder- und Jugendpsychologie (später: Psychologie der Entwicklung und der Entwicklungsstörungen) und Mitglied des Direktoriums des Psychologischen Instituts der Universität Bern.
Von 1981 bis 1992 war er Mitglied des Nationalen Forschungsrats des Schweizerischen Nationalfonds zur Förderung der wissenschaftlichen Forschung und von 1979 bis 1985 Vorstandsmitglied der Schweizerischen Akademie der Geistes- und Sozialwissenschaften sowie von 1990 bis 1991 Dekan der Phil.-hist. Fakultät der Universität Bern.
Als Gastprofessor wirkte er auch an den Universitäten Basel, Zürich, Melbourne und Bergen sowie in München, Sion und Luzern. 2003 erhielt er den Dr. Margrit Egnér-Preis.
Seine Forschungsschwerpunkte waren Entwicklung, Adoleszenz, Gesprächsführung, Selbstwirksamkeit und Rituale.
Zu seinen Schülern gehörten unter anderen die späteren Professoren Walter Perrig, Alexander Grob, Beat Thommen, Florian Kaiser, Pasqualina Perrig-Chiello und Vinzenz Morger.

## Schriften (Auswahl)
- Entwicklungstheorien. Psychologische Theorien der menschlichen Entwicklung. Bern 1988, ISBN 3-456-85810-8.
- Erfahrung der eigenen Wirksamkeit. Einführung in die Psychologie der Kontrollmeinung. Bern 1990, ISBN 3-456-81942-0.
- Einführung in die Gesprächspsychologie. Bern 1997, ISBN 3-456-82863-2.
- mit Françoise Alsaker: Entwicklungspsychologie der Adoleszenz. Die Erschließung innerer und äußerer Welten im Jugendalter. Bern 2002, ISBN 3-456-83572-8.
- mit Françoise Alsaker: The adolescent experience: European and American adolescents in the 1990s. Hillsdale, NJ: 1999, ISBN 9781138002739.
- Transfer und Korrelation. Weinheim 1970.
- Individuelle Unterschiede im Lernen. Weinheim: 1975.
- Towards a theory of question asking. In Psychological Research. 1981.
- Verschiedene Beiträge im Dorsch-Lexikon der Psychologie.